# Big Fish Games
Big Fish Games ist ein 2002 gegründetes, US-amerikanisches Spieleentwicklerstudio und Betreiber von browserbasierten und mobilen Onlinespielen mit Sitz in Seattle. Die meisten Big-Fish-Games-Titel können kostenlos als Trialversion gespielt werden und sind gegen eine Gebühr als Vollversion verfügbar. Big Fish Games hat mehrere Sparten einschließlich des Vertriebs von herunterladbaren Casual Games, kostenlose Browserspiele, Spieleentwicklung und Spielelizenzierung, und zuletzt eine Social-Networking-Website für Casual-Game-Spieler, um Meinungen und Informationen über Spiele auszutauschen.

## Geschichte
Big Fish Games wurde vom Ex-RealNetworks-Geschäftsführer Paul Thelen im Jahre 2002 mit 10000 $ gegründet. Thelen war der Group Product Manger, der den RealArcade Games Service für RealNetworks einführte. Im Jahr 2009 gab das Unternehmen die Eröffnung des neuen europäischen Hauptsitzes im irischen Cork bekannt. Die nordamerikanische Non-Profit-Organisation Better Business Bureau bewertete Big Fish Games in den 2010er-Jahren mit der Note „A+“ auf Grund seiner Reaktionszeit auf Kundenanfragen, dem Lösen von Kundenbeschwerden und dem relativ geringen Beschwerdevolumen für ein Unternehmen dieser Größe. 2011 beschäftigte die Firma ca. 700 Personen.
Im August 2013 gab das Unternehmen die Aufgabe seines Cloud-basierten Games Service sowie die Verlagerung des Vancouver-Studios nach Seattle und die Schließung des Büros in Cork bekannt. Im November 2014 wurde die Firma für 885 Millionen US-Dollar von Churchill Downs Incorporated aufgekauft. Zu diesem Zeitpunkt hatte Big Fish Games noch ca. 600 Mitarbeiter.
2017 verkaufte Churchill Downs die Firma für 990 Millionen US-Dollar an Aristocrat Technologies weiter, eine Tochterfirma des australischen Spielautomatenherstellers Aristocrat Leisure.  Im Rahmen einer Restrukturierung entließ die Firma im November 2018 15 % ihrer damals 735 Mitarbeiter und erklärte, sich zukünftig auf Casinospiele und Casual Games konzentrieren zu wollen. Im September 2020 entließ die Firma nochmals 250 Mitarbeiter. Zu diesem Zeitpunkt war die Firma zwar um mehrere Gerichtsprozesse bezüglich ihrer Casinospiele verwickelt, erfuhr aufgrund der weltweit grassierenden COVID-19-Pandemie aber eine positive wirtschaftliche Entwicklung.

## Big Fish Studios
Big Fish Studios ist das eigene Entwicklungsstudio, welches jedes Jahr Spiele über Big Fish Games veröffentlicht. Viele der entwickelten Spiele nutzen die eigene proprietäre Game-Engine, welche DirectX und OpenGL unterstützt.
Spiele, die von Big Fish Studios entwickelt wurden:
- Mystery Case Files: Huntsville
- Mystery Case Files: Prime Suspects
- Mystic Inn
- Hidden Expedition: Titanic
- Mystery Case Files: Ravenhearst
- Hidden Expedition: Everest
- Mystery Case Files: Madame Fate
- Mystery in London
- Mystery Case Files: Return to Ravenhearst
- Hidden Expedition: Amazon
- Drawn: The Painted Tower
- Hidden Expedition: Devil's Triangle
- Mystery Case Files: Dire Grove
- Life Quest
- Drawn: Dark Flight
- Mystery Case Files: 13th Skull
- Mystery Case Files: The Malgrave Incident
- Drawn: Trail of Shadows
- Hidden Expedition - The Uncharted Islands
- Mystery Case Files: Escape from Ravenhearst
- Fairway Solitaire HD
- Mystery Case Files: Shadow Lake
- Fetch
- Mystery Case Files: Fate's Carnival
- Hidden Expedition: Smithsonian Hope Diamond

Das Fachmagazin Adventure Gamers ordnete Drawn: The Painted Tower 2011 in seiner Liste Top 100 All-Time Adventure Games auf Platz 76 ein.

## Digital Distribution
Big Fish Games verteilt über 2500 herunterladbare Spiele von über 500 Entwicklern. Laut Big Fish Games werden vom Firmenserver jeden Tag 1.500.000 Downloads getätigt. Der Service bietet herunterladbare Casual Games mit einem Try-before-you-buy-Modell an, bei dem die Verbraucher die Spiele 60 Minuten kostenlos spielen können und dann die Option haben, das Spiel zu kaufen, um es weiterspielen zu können.

## Onlinespiele
Big Fish Games benutzt Online-Web-Browserspiele, die man kostenlos spielen kann, um in ihnen Werbung zu schalten. Es werden über 80 Spiele angeboten. Die Spiele beinhalten einen Chat und Spielmarken, die Spieler verdienen können und die dann dazu benutzt werden, an Lotterien teilzunehmen, bei denen man Geldpreise und kostenlose Spiele gewinnen kann. Aktuell gibt es über 20 Gemeinschaftsspiele von Big Fish Games. Big Fish Games betrieb auch das populäre Onlinespiel Faunasphere, welches über eine eigene Webseite und über Facebook erreichbar war. Faunasphere wurde im März 2011 abgeschaltet.

## Club-Mitgliedschaft
Big Fish Games betreibt einen Spieleclub als Abonnement, das optional aktiviert wird, wenn ein Kunde ein Vollversionspiel kauft. Für das Abonnement wird eine monatliche Gebühr berechnet. Es kann jederzeit gekündigt werden.